# Skalky u Havraníků
Skalky u Havraníků este o arie protejată (arie specială de conservare — SAC, sit de importanță comunitară — SCI) din Republica Cehă întinsă pe o suprafață de 17,33 ha, integral pe uscat.

## Localizare
Centrul sitului Skalky u Havraníků este situat la coordonatele 48°48′09″N 16°00′41″E / 48.8025°N 16.011389°E.

## Înființare
Situl Skalky u Havraníků a fost declarat sit de importanță comunitară în aprilie 2005 pentru a proteja 1 specie de plante. Situl a fost protejat și ca arie specială de conservare în ianuarie 2014.

## Biodiversitate
Situată în ecoregiunea panonică, aria protejată conține 1 habitat natural: Pajiști uscate seminaturale și facies de acoperire cu tufișuri pe substraturi calcaroase (Festuco-Brometalia) (* situri importante pentru orhidee).
La baza desemnării sitului se află o specie protejată de  plante: sisinei (Pulsatilla grandis).